# 錫內馬蒂亞利省
9°35′N 5°23′W / 9.583°N 5.383°W

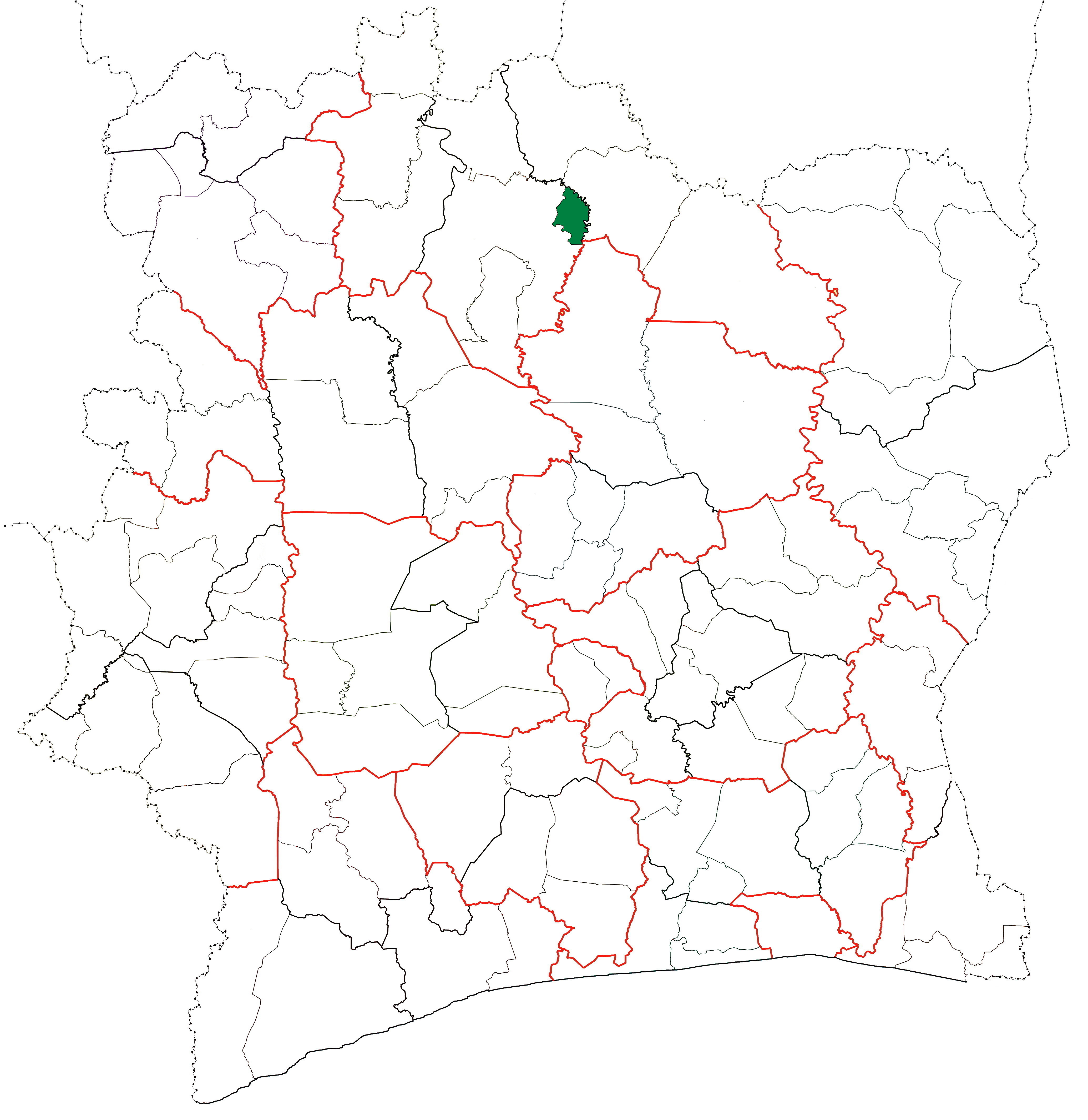

錫內馬蒂亞利省（Sinématiali Department），是科特迪瓦的省份，位於該國北部薩瓦內區，由波羅大區負責管轄，西面是科霍戈省，成立於2008年，2014年該省份人口58,612。